# فيكتور لومباردو
فيكتور لومباردو هو عازف ساكسفون كندي، ولد في 10 أبريل 1911، وتوفي في 22 يناير 1994.

## روابط خارجية
- فيكتور لومباردو على موقع IMDb (الإنجليزية)